# Americhernes reductus
Americhernes reductus är en spindeldjursart som beskrevs av William B. Muchmore 1976. Americhernes reductus ingår i släktet Americhernes och familjen blindklokrypare. Inga underarter finns listade i Catalogue of Life.